# دي إن سي إي
دي إن سي إي (DNCE)  فرقة روك ورقص أمريكية.يتألف الفريق من كل من المؤدي الصوتي جو جوناس (بالإنجليزية: Joe Jonas)‏ وعازف الطبل «جاك لاوليس» (بالإنجليزية: jack lawless)‏ عازف علي ألة المفاتيح «كول وايتيل» (بالإنجليزية: cole whitlle)‏ وعازفة الغيتار «جين جو لي» (بالإنجليزية: jinjoo Lee)‏ وقع الفريق عقدا مع شركة الإنتاج والتسجيلات الأمريكية (بالإنجليزية: republic records)‏ .أطلق أول ألبوم لهم سنة 2015 تحت اسم (بالإنجليزية:  cake by the ocean)‏ دخلت الأغنية المراتب العشرة الأولي لتصنيفات الأغاني في عدد هام من البلدان بما فيهم ترتيب الولايات المتحدة الأمريكية بيلبورد هوت 100 حيث جاءت في المرتبة التاسعة.ثاني أغانيهم أطلقت في نفس العام تحت عنوان (بالإنجليزية: swaay)‏.تم ترشيحهم لنيل جائزة أفضل فنان صاعد في حفل توزيع «جوائز خيار الطفل» (بالإنجليزية: kids choice award)‏ وجائزة أفضل أغنية في حفل جوائز «راديو ديزني الموسيقية 2016» (بالإنجليزية: 2016 radio Disney music awards)‏ .

## وصلات خارجية
- دي إن سي إي على موقع IMDb (الإنجليزية)
- دي إن سي إي على موقع ميوزك برينز (الإنجليزية)
- دي إن سي إي على موقع أول ميوزيك (الإنجليزية)
- دي إن سي إي على موقع ديسكوغز (الإنجليزية)

الموقع الرسمي